# شهرستان کیسی (کنتاکی)
شهرستان کیسی، کنتاکی (به انگلیسی: Casey County, Kentucky) یک سکونتگاه مسکونی در ایالات متحده آمریکا است که در کنتاکی واقع شده‌است.